# Компару Дзэнтику
Компару Дзэнтику (яп. 金春 禅竹, 1405—1470?) — японский драматург, актёр, теоретик театра, глава актёрской школы Компару-дза. Был зятем драматурга Дзэами Мотокиё (женился на его дочери) и дедом ещё одного автора пьес — Компару Дзэмпо.
Дзэнтику, изучавший дзэн под руководством Иккю Содзюна (1394—1481) и испытывавший его влияние, попытался развить идеи Дзэами об актёрском искусстве в контексте дзэн-буддизма. Он выдвинул идею ка-бу-иссин («песня-танец = исток один»), утверждая, что так же как и практиковавшаяся аристократами поэзия вака, искусство театра но происходит из сердца поэта-творца и актёра-творца.
В наиболее значимом своём трактате — «Рокурин итиро-но ки» (яп. 六輪一露之記, «Записи о шести кругах и одной росинке», 1456 год) — Дзэнтику, считавший, что в основе каждого представления лежит природа Будды, развил мысль о погружении истинного мастера театра но в особые круги бытия.
Из драматургического наследия Дзэнтику сохранилось около десяти пьес. Действие в каждой из них происходит осенью, а в основе большинства пьес — китайские легенды; тексты содержат в себе выдержки из сутр и китайской поэзии. По словам доктора искусствоведения Н. Г. Анариной, «драмы Дзэнтику высокопоэтичны и грустны; они содержат настроение неземной тоски по вечности, сравнимое с ожиданием вечности, в котором замерли знаменитые дзэнские сады Киото».